# کشورک‌های اروپایی

موقعیت شش کشورک اروپایی

کشورک‌های اروپایی (انگلیسی: European microstates) مجموعه‌ای از شش کشور مستقل (sovereign states) خیلی کوچک در اروپا می‌باشند؛ که آندورا، لیختن‌اشتاین، مالت، موناکو، سان مارینو و واتیکان شامل آن می‌شوند که شش کشور کوچک اروپا بر پایه مساحت محسوب می‌شوند.
چهار تا از این کشورها به سیستم پادشاهی اداره می‌شوند: سه شاهزاده‌نشین: آندورا، لیختن‌اشتاین، موناکو و یک پاپ نشین: واتیکان. وضعیت شکل‌گیری تمامی این حکومت‌ها به هزاره ۱ (میلادی) یا اوایل هزاره ۲ (میلادی) بازمی‌گردد بجز لیختن‌اشتاین که در سده ۱۷ میلادی تشکیل شده‌است.